# Hwang Chan-hyun
Hwang Chan-hyun (* 2. Juli 1953 in Masan, Gyeongsangnam-do) ist ein südkoreanischer Richter und war vom Dezember 2013 bis zum Dezember 2017 Präsident des Rechnungshofes.

## Leben
Hwang Chan-hyun studierte Rechtswissenschaften an der Seoul National University und erlangte dort im Februar 1976 seinen Bachelor of Laws (LL.B.) und im August 1979 seinen Master of Laws (LL.M.). Bereits im Jahr darauf bestand Hwang die Bar-Prüfungen und war von 1982 bis 1992 an verschiedenen Bezirksgerichten als Richter tätig. Im März 1993 wurde er zum Richter am Berufungsgericht Seoul berufen, wechselte aber schon im Juli desselben Jahres als Direktor für Planung und Koordination zur Nationalen Gerichtsadministration. 1997 bis 1998 war er für ein Jahr als Richter am Bezirksgericht Seoul tätig, bevor er für ein Jahr wieder zur Nationalen Gerichtsadministration wechselte. Danach folgten Aufenthalte als oberster Richter an verschiedenen Bezirksgerichten. Die letzte Position, die Hwang innehatte, war die als oberster Richter am Bezirksgericht Seoul Mitte ab April 2013.
In den mehr als 30 Jahren als Richter hatte er den Vorsitz bei einigen größeren Fällen. Er präsidierte im Strafverfahren gegen den Serienmörder und Kannibalen Yoo Young-chul und verurteilte ihn am 13. Dezember 2004 zum Tode.
Am 25. Oktober 2013 nominierte Präsidentin Park Geun-hye Hwang zum Präsidenten des Rechnungshofes als Nachfolger von Yang Kun, der im August 2013 zurückgetreten war, nach eigener Aussage wegen von der Regierung Park ausgeübten Druck auf ihn. Am 28. November 2013 wurde Hwang in der Nationalversammlung mit 154 zu 3 Stimmen bestätigt. Die Demokratische Partei, mit 123 Stimmen größte Opposition in der Nationalversammlung, boykottierte die Plenarsitzung, da sie ein Rücktrittsersuchen gegen den Parlamentssprecher Kang Chang-hee vorbereitete. Die 300 Mitglieder starke Nationalversammlung bestand daher größtenteils aus den 155 Abgeordneten der regierenden Saenuri-Partei. Am 2. Dezember 2013 wurde Hwan von Präsidentin Park offiziell zum Präsidenten des Rechnungshofes ernannt. Mit seiner Ernennung zum Präsidenten des Rechnungshofes wurde er auch gleichzeitig Vorsitzender der INTOSAI Platform for Cooperation with the United Nations und Generalsekretär der ASOSAI. Am 1. Dezember 2017 trat Hwang als Präsident des Rechnungshofes zurück.